# Серый ворон
Се́рый во́рон (лат. Corvus tristis) — вид птиц из рода во́ронов, распространённый на Новой Гвинее. Это птица размером с чёрную ворону (Corvus corone) (42—45 см в длину), однако отличающаяся от неё пропорциями и необычной окраской перьев у молодых особей. Внешне напоминает гигантского ворона (С. fuscicapillus).

## Описание
Хвостовые перья серого ворона относительно длинные, ноги короткие. Окрас довольно разнообразный, все птицы немного отличаются друг от друга. Общая окраска оперения — чёрная, хотя среди перьев крыльев и хвоста может присутствовать небольшое число белёсых, лишённых пигмента. Вокруг глаз перьев нет, кожа там имеет бледно-розовый оттенок. Радужка глаз голубовато-белая. У разных особей клюв отличается по окрасу — голубоватый сверху и бледно-розовый снизу у одних или полностью бледно-розовый с более тёмным концом у других. Щетинистые перья у клюва короткие. 
Молодые птицы окрашены бледнее взрослых: их оперение в основном светло-коричневое или кремовое; крылья, хвост и первостепенные маховые перья — черно-коричневые и желтовато-коричневые, низ тела и голова почти белые.
Серый ворон держится группами по 4—8 особей. Члены группы летают достаточно свободно и используют громкие звуки для контакта.

## Среда обитания и распространение
Серый ворон обитает на Новой Гвинее и её прибрежных островах. Встречается и в первобытных, и во вторичных лесах, как низменных, так и горных, на высоте до 1350 м.

## Питание
Кормится и на земле, и на деревьях. Поедает в основном фрукты, а также мелких животных, таких как лягушки и водные насекомые, которых добывает на мелководье или на гальке вдоль берега рек.

## Голос
Голос серого ворона описывают как слабое «ка» или жалобное «кау», при волнении к ним добавляются хриплые ноты.